# Giuseppe Peano
Giuseppe Peano (Spinetta, 27 de agosto de 1858 - Turín, 20 de abril de 1932) fue un matemático, lógico y filósofo italiano, conocido por sus contribuciones a la lógica matemática y la teoría de números. Peano publicó más de doscientos libros y artículos, la mayoría sobre matemática. La mayor parte de su vida la dedicó a enseñar en Turín.

## Datos Personales
Nació en una granja cerca del pueblo de Spinetta cerca de Cuneo, en el Piamonte. Ingresó en la cercana Universidad de Turín en 1876. Se graduó en 1880 con honores y comenzó su carrera académica.
El 20 de enero de 1891 se casó con Carola Crosio. Falleció de un ataque al corazón el 20 de abril de 1932 en Turín.

## Hitos y distinciones
- 1881: publicación de su primer artículo,
- 1884: publicación de Calcolo Differenziale e Principii di Calcolo Integrale
- 1887: publicación de Applicazioni Geometriche del Calcolo Infinitesimale
- 1889: nombrado profesor de primera clase en la Academia Militar Real
- 1890: profesor extraordinario de Cálculo Infinitesimal en la Universidad de Turín
- 1891: ingresa como miembro a la Academia de Ciencia de Turín
- 1893: publicación de Lezioni di Analisi Infinitesimale (2 volúmenes)
- 1895: promovido a profesor ordinario en la Universidad de Turín
- 1901: Caballero de la Orden de los Santos Mauricio y Lázaro
- 1903: anuncio de Latino sine flexione
- 1905: Caballero de la Orden de la Corona de Italia, elegido como miembro correspondiente de la Accademia dei Lincei en Roma, el mayor honor para un científico italiano
- 1908: publicación de Formulario Mathematico (quinta y última edición del proyecto Formulario)
- 1917: Oficial de la Orden de la Corona de Italia
- 1921: Comendador de la Orden de la Corona de Italia

## Carrera

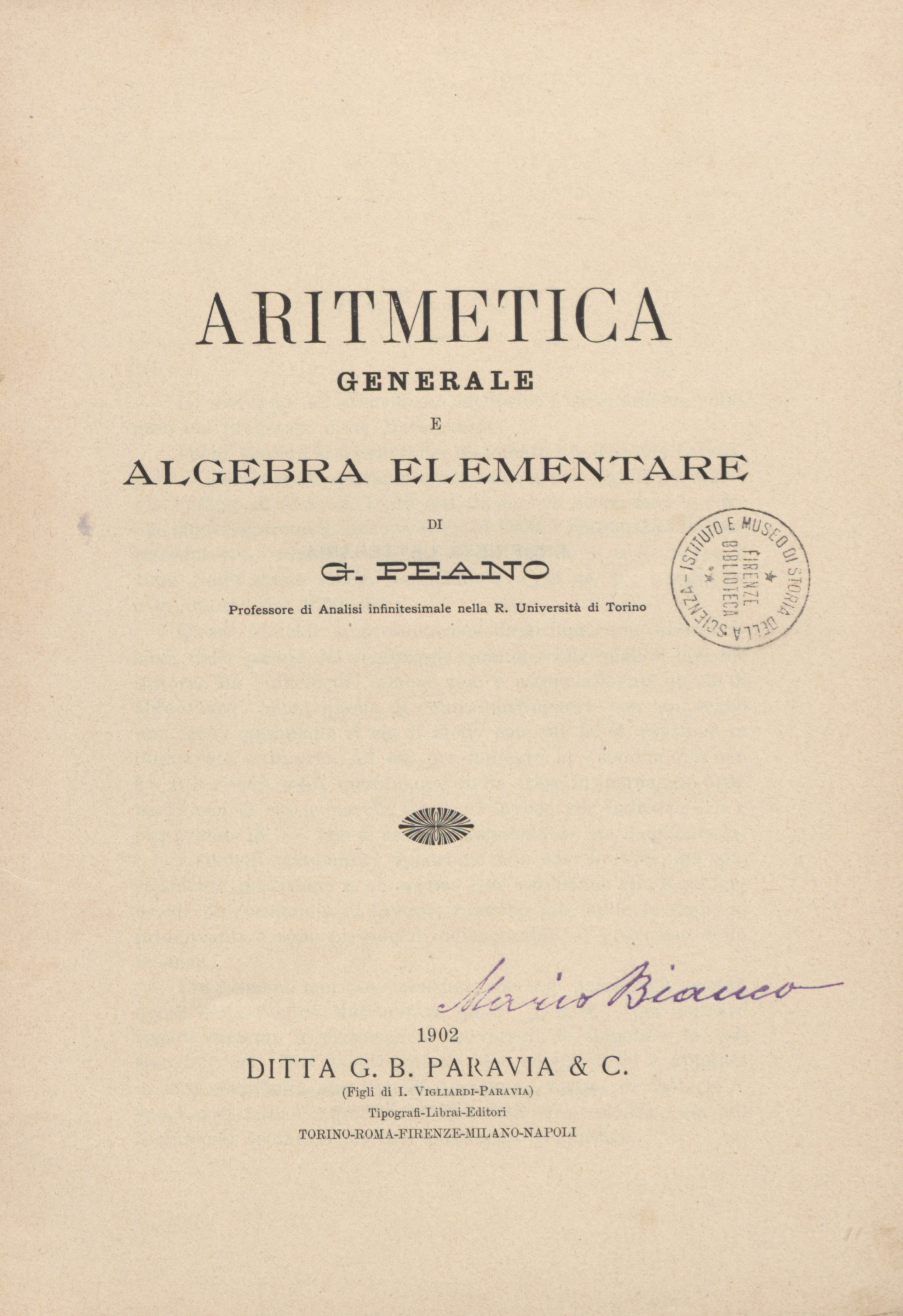
Aritmetica generale e álgebra elementare, 1902

Comenzó su carrera como asistente en la Universidad de Turín en 1880. Primero fue ayudante de Enrico D'Ovidio y después de Angelo Genocchi, el jefe de cátedra en Cálculo infinitesimal. Debido a la frágil salud de Genocchi, Peano empezó a dictar los cursos de cálculo infinitesimal a los dos años de trabajar como ayudante del catedrático.
Su primer trabajo importante, un libro de texto sobre cálculo, fue atribuido a Genocchi y publicado en 1884. Tres años después, Peano publicó su primer libro sobre lógica matemática. Este libro fue el primero en usar los símbolos modernos para la unión e intersección de conjuntos.
En 1886 comenzó a dictar clases al mismo tiempo en la Academia Militar Real, y fue ascendido a profesor de primera clase en 1889. Al siguiente año, la Universidad de Turín también le otorgó un puesto de profesor titular.
La famosa curva que llena el espacio o curva de Peano apareció en 1890 como un contraejemplo que usó para mostrar que una curva continua no puede ser encerrada en una región arbitrariamente pequeña. Este fue un ejemplo temprano de lo que se conoce como fractal.
Al año siguiente comenzó el Proyecto Formulario. Debía ser una Enciclopedia de Matemáticas, conteniendo todas las fórmulas conocidas y los teoremas de la ciencia matemática usando una notación estándar inventada por él.
En 1897, se llevó a cabo el primer Congreso Internacional de Matemáticos en Zúrich. Peano fue un participante clave, presentó un artículo sobre lógica matemática. también comenzó a estar más ocupado con el Formulario en detrimento de sus otros trabajos.
En 1898 presentó una nota a la Academia acerca del sistema de numeración binario y su capacidad para ser usado para representar los sonidos de las lenguas. En un momento dado se frustró tanto con las demoras en las publicaciones (por su exigencia de que las fórmulas fueran impresas en una sola línea), que compró una imprenta.
París fue la sede de la Segunda Conferencia Internacional de Matemáticas en 1900. La conferencia fue precedida por la primera Conferencia Internacional de Filosofía donde Peano fue miembro del comité de dirección. Presentó un artículo donde postuló la cuestión de definiciones formadas correctamente en matemáticas, es decir «¿Cómo se define una definición?». Este pasó a ser uno de los principales puntos de interés filosófico de Peano para el resto de su vida. En dicha conferencia conoció a Bertrand Russell a quien entregó una copia del Formulario. Russell quedó tan impresionado con los innovadores símbolos lógicos que dejó la conferencia y regresó para estudiar el texto de Peano.
Los discípulos de Peano presentaron artículos (usando las enseñanzas de Peano) en las conferencias matemáticas, sin embargo Peano no presentó ninguno. Se dictó una resolución para la formación de un "idioma internacional auxiliar" que haría más fácil la difusión de nuevas ideas matemáticas (y comerciales), Peano apoyó plenamente esa idea.
Hacia 1901 estaba en la cima de su carrera matemática. Hizo avances en las áreas de análisis, fundamentos y lógica, realizó muchas contribuciones a la enseñanza del cálculo y contribuyó en los campos de ecuaciones diferenciales y análisis vectorial. Jugó un papel central en la axiomatización de las matemáticas y fue pionero en el desarrollo de la lógica matemática. A esta altura estaba muy involucrado con el proyecto Formulario y sus cátedras comenzaron a sufrirlo. De hecho, tan determinado estaba a enseñar sus nuevos símbolos matemáticos que no se prestaba atención al cálculo en sus cursos. Como resultado, fue despedido de la Academia Militar Real, pero retuvo su puesto en la Universidad de Turín.
En 1903 anunció su trabajo en un idioma auxiliar internacional llamado Latino sine flexione ("Latín sin flexiones", después llamado Interlingua). Este fue un proyecto importante para él (junto con el encuentro de colaboradores para el Formulario). La idea era usar un vocabulario latino, dado que era ampliamente conocido, pero simplificar la gramática tanto como fuera posible y eliminar todas las irregularidades y las formas anómalas para hacerlo más fácil de aprender. En un discurso brillante, comenzó hablando en latín y, a medida que describía cada simplificación, las introducía en el discurso de manera que al final estaba hablando en ese nuevo idioma.
1908 fue un gran año para Peano, al publicarse, la quinta y última edición del Proyecto Formulario, titulado Formulario Mathematico. Contenía 4200 fórmulas y teoremas, todos completamente enunciados y la mayoría probados. El libro recibió poca atención dado que mucho de su contenido era ya viejo en ese momento. Los comentarios y ejemplos estaban escritos en Latino sine flexione, lo cual disminuyó el interés de la mayoría de los matemáticos; sin embargo, permanece como una contribución significativa a la literatura matemática.
También en 1908 ejerció la cátedra de análisis superior en Turín (este nombramiento sólo duró dos años). Fue elegido director de la Academia pro Interlingua. Habiendo creado previamente el Idioma Neutral, la Academia eligió abandonarlo en favor del Latino sine flexione de Peano.
Después de que su madre muriera en 1910, Peano dividió su tiempo entre la enseñanza, trabajando en textos orientados a la escuela secundaria (incluyendo un diccionario de matemáticas) y desarrollando y promoviendo idiomas artificiales de él y de otros, llegado a ser un miembro reverenciado del movimiento internacional de idiomas auxiliares. Usó su pertenencia a la Accademia dei Lincei para presentar artículos escritos por amigos y colegas que no eran miembros (la Accademia registraba y publicaba todos los artículos presentados durante las sesiones).
En 1925 cambió informalmente de cátedra de Cálculo Infinitesimal a Matemáticas Complementarias, un campo que se ajustaba más a su estilo de matemáticas. Esta mudanza se oficializó en 1931. Continuó enseñando en la Universidad de Turín hasta un día antes de su muerte, el 20 de abril de 1932, cuando sufrió un ataque cardíaco.

Fue un hombre a quien admiré mucho desde el momento en que lo conocí por primera vez en 1900 en el Congreso de Filosofía, que  dominaba por la exactitud de su mente.
Bertrand Russell, 1932